# Dance Central Spotlight
Dance Central Spotlight es un juego de baile desarrollado y publicado por Harmonix. Lanzado en exclusiva para Xbox One el 2 de septiembre de 2014 siendo el sucesor de Dance Central 3 para Xbox 360.
El juego ofrece una experiencia reducida al mínimo, en comparación con anteriores Dance Central, manteniendo el centro de juego de la franquicia, pero con un enfoque en proveer más rutinas por canción, la liberación regular de canciones nuevas, recientes como contenido descargable , y la posibilidad de mejoras en las capacidades de detección de movimiento de Kinect para Xbox One.

## Jugabilidad
Al igual que en las versiones anteriores de la franquicia, los jugadores deben reflejar los bailarines, siguiendo las instrucciones de "tarjetas de pasos" que indican el movimiento específico de la rutina. Los jugadores son juzgados y anotó en la fiabilidad de sus resultados. Cada canción incluye 8 rutinas, incluyendo 4 niveles de dificultad de rutina estándar, junto con 2 rutinas de gimnasio y rutinas 2 "alternativos".
Los modos de "Spotlight" se centra principalmente en el juego de la franquicia, con un suministro simplificada de los modos estándar y aptitud, y no hay un modo historia o cualquier otro minijuego. El modo "Práctica" se ha revisado para utilizar un enfoque "a la carta" en lugar de la "reglamentación" utilizado por los partidos anteriores "Dance Central": los jugadores pueden ir al modo de entrenamiento para el juego mediante un comando de voz. Una vez activado, el jugador puede practicar la parte pertinente, frenar la rutina e ir a diferentes partes de la canción. Cuando el jugador sale de la formación, la canción continúa desde el punto en que se detuvo.

## Desarrollo y lanzamiento
Dance Central Spotlight fue revelado en el E3 2014. El modo de juego en general Spotlight se vio reforzada por el aumento de la capacidad del sensor Kinect de Xbox One, que tiene una cámara de mayor resolución y mejor reconocimiento de gestos que la versión de Xbox 360. En total , el juego puede reconocer 217.000 diferentes movimientos de baile. también jugó con la presencia de rutinas alternativas más difíciles para canciones individuales, diseñados especialmente para los jugadores experimentados. el cofundador de Harmonix, Alex Rigopulos, consideró que a pesar de la eliminación de la distribución principal Kinect Xbox One han sido un "shock", la agrupación de Kinect con la Xbox One en el lanzamiento no influyó en el desarrollo de la "Spotlight" de todos modos.
A diferencia de anteriores juegos de la franquicia, Spotlight  pone un fuerte énfasis en los Contenidos de Descarga y la capacidad de los jugadores para comprar música como un menú en el estilo A la carta; El director Matthew Nordhaus señalar que debido a las mejoras en la tecnología de captura de movimiento y la necesidad de menos de prueba aseguramiento de la calidad debido a la precisión mejorada de Kinect (observando en particular la necesidad de hacer mayores niveles tuning para detectar la mano de la versión de Xbox 360), el equipo de Harmonix es ahora capaz de producir nuevas rutinas para el juego en cuestión de "días" en lugar de meses. Haciendo hincapié en que los jugadores querían tener un acceso más rápido el juego para las canciones publicadas recientemente, Nordhaus dijo Harmonix ahora sería capaz de lanzar nuevas canciones como DLC, mientras que todavía están en las listas de éxitos.
Dance Central Spotlight se puso en marcha oficialmente el 2 de septiembre de 2014; a diferencia de otras versiones de la serie, el juego fue lanzado exclusivamente para descarga. El comienzo del juego incluyen 10 canciones; nuevas canciones para el juego se dará a conocer casi todas las semanas durante un período de tiempo "sustancial".

## Personajes
| Personaje    | Crew en juegos anteriores |
| ------------ | ------------------------- |
| Emilia       | Riptide                   |
| Mo           | Hi-Def                    |
| Miss Aubrey  | Lu$h Crew                 |
| Glitch       | Hi-Def                    |
| Dare         | D-Coy                     |
| Bodie        | Riptide                   |
| Confidencial | Crew en juegos anteriores |
| Alpha        | Ninguno                   |
| Epsilon      | Ninguno                   |
| Beta         | Ninguno                   |
| Delta        | Ninguno                   |
| Gamma        | Ninguno                   |
| Zeta         | Ninguno                   |
| Especial     | Crew en juegos anteriores |
| Nisha        | Ninguno                   |
| Claptrap     | Ninguno                   |

Los bailarines "confidenciales" se desbloquean consiguiendo 600 movimientos, los especiales se consiguen usando códigos en el menú de personajes para desbloquear el personaje, se usan temporalmente.
Claptrap: Y Y Y Y Y
Nisha: X X X X X

## Rutinas
Cada canción presenta 4 tipos de rutinas, cada una con diferentes modos de dificultad y 9 modos alternativos de rutinas repartidas entre las canciones
| Rutinas               |
| --------------------- |
| Begginer/Principiante |
| Standard/Estándar     |
| Deluxe                |
| Pro                   |

| Rutinas Alternativas |
| -------------------- |
| Manly/Masculina      |
| Cardio               |
| Strength/Fuerte      |
| Classic/Clásica      |
| Serious/Seria        |
| Fierce/Feroz         |
| Sweet/Dulce          |
| Polished/Pulida      |
| Stylish/Estilizada   |

## Lista de canciones

### Ínicio
Las siguientes 10 canciones están presentes en el juego:
| Música         | Artista                     | Año  |
| -------------- | --------------------------- | ---- |
| #ThatPOWER     | will.i.am ft. Justin Bieber | 2013 |
| Counting Stars | OneRepublic                 | 2013 |
| Diamonds       | Rihanna                     | 2011 |
| Happy          | Pharrell Williams           | 2013 |
| I Wish         | Cher Lloyd                  | 2011 |
| Royals         | Lorde                       | 2013 |
| Show Me        | Kid Ink ft. Chris Brown     | 2013 |
| Talk Dirty     | Jason Derulo ft. 2 Chainz   | 2014 |
| Titanium       | David Guetta ft. Sia        | 2011 |
| Wake Me Up     | Avicii                      | 2013 |

### Contenido Descargable
La siguiente lista de canciones nuevas fueron lanzadas por Dance Central Spotlight:
| Canción                                                    | Artista                                                        | Año            | Fecha de Lanzamiento     |
| ---------------------------------------------------------- | -------------------------------------------------------------- | -------------- | ------------------------ |
| A Little Respect                                           | Erasure                                                        | 1988: Solo     | 2 de septiembre de 2014  |
| Ain't It Fun                                               | Paramore                                                       | 2014: Solo     | 2 de septiembre de 2014  |
| All of Me (Tiësto's Birthday Treatment Remix [Radio Edit]) | John Legend                                                    | 2013: Solo     | 2 de septiembre de 2014  |
| Am I Wrong                                                 | Nico & Vinz                                                    | 2014: Solo     | 2 de septiembre de 2014  |
| Anaconda                                                   | Nicki Minaj                                                    | 2014: Solo     | 18 de noviembre de 2014  |
| Animals                                                    | Maroon 5                                                       | 2014: Solo     | 25 de noviembre de 2014  |
| Applause                                                   | Lady Gaga                                                      | 2013: Solo     | 2 de septiembre de 2014  |
| As Long As You Love Me                                     | Justin Bieber ft. Big Sean                                     | 2012: Dúo      | 7 de octubre de 2014     |
| Bailando                                                   | Enrique Iglesias ft. Sean Paul, Descemer Bueno & Gente de Zona | 2014: Cuarteto | 2 de septiembre de 2014  |
| Bang Bang                                                  | Jessie J, Ariana Grande & Nicki Minaj                          | 2014: Trío     | 14 de octubre de 2014    |
| Black Widow                                                | Iggy Azalea ft. Rita Ora                                       | 2014: Dúo      | 7 de octubre de 2014     |
| Blurred Lines                                              | Robin Thicke ft. T.I. & Pharrell Williams                      | 2013: Trío     | 25 de noviembre de 2014  |
| Burn                                                       | Ellie Goulding                                                 | 2013: Solo     | 14 de octubre de 2014    |
| Can't Hold Us                                              | Macklemore & Ryan Lewis ft. Ray Dalton                         | 2011: Trío     | 25 de noviembre de 2014  |
| Chandelier                                                 | Sia                                                            | 2014: Solo     | 4 de noviembre de 2014   |
| Slow Down                                                  | Selena Gomez                                                   | 2013: Solo     | 2 de septiembre de 2014  |
| Creep                                                      | TLC                                                            | 1994: Solo     | 2 de septiembre de 2014  |
| Don't Tell 'Em                                             | Jeremih ft. YG                                                 | 2014: Dúo      | 2 de diciembre de 2014   |
| Fancy                                                      | Iggy Azalea ft. Charli XCX                                     | 2014: Dúo      | 7 de octubre de 2014     |
| G.D.F.R.                                                   | Flo Rida ft. Sage the Gemini & Lookas                          | 2014: Trío     | 28 de abril de 2015      |
| Heart Attack                                               | Demi Lovato                                                    | 2013: Solo     | 2 de septiembre de 2014  |
| Here Comes the Hotstepper                                  | Ini Kamoze                                                     | 1994: Solo     | 2 de septiembre de 2014  |
| I Cry                                                      | Flo Rida                                                       | 2012: Solo     | 21 de octubre de 2014    |
| All Night                                                  | Icona Pop                                                      | 2014: Solo     | 2 de septiembre de 2014  |
| I Need Your Love                                           | Calvin Harris ft. Ellie Goulding                               | 2013: Dúo      | 2 de septiembre de 2014  |
| Latch                                                      | Disclosure ft. Sam Smith                                       | 2013: Dúo      | 23 de septiembre de 2014 |
| Move                                                       | Little Mix                                                     | 2013: Solo     | 2 de septiembre de 2014  |
| Little Talks                                               | Of Monsters and Men                                            | 2011: Solo     | 2 de septiembre de 2014  |
| Locked Out Of Heaven                                       | Bruno Mars                                                     | 2012: Solo     | 16 de diciembre de 2014  |
| Love Runs Out                                              | OneRepublic                                                    | 2014: Solo     | 11 de noviembre de 2014  |
| Love Shack                                                 | The B-52s                                                      | 1989: Solo     | 2 de septiembre de 2014  |
| Maps                                                       | Maroon 5                                                       | 2012: Solo     | 2 de septiembre de 2014  |
| Next to Me                                                 | Emeli Sandé                                                    | 2012: Solo     | 2 de septiembre de 2014  |
| One More Night                                             | Maroon 5                                                       | 2012: Solo     | 2 de septiembre de 2014  |
| Pompeii                                                    | Bastille                                                       | 2013: Solo     | 2 de septiembre de 2014  |
| Problem                                                    | Ariana Grande ft. Iggy Azalea                                  | 2014: Dúo      | 2 de septiembre de 2014  |
| Raise Your Glass                                           | P!nk                                                           | 2010: Solo     | 30 de diciembre de 2014  |
| Salute                                                     | Little Mix Ft. Pitbull                                         | 2014: Dúo      | 23 de diciembre de 2014  |
| Safe and Sound                                             | Capital Cities                                                 | 2011: Solo     | 2 de septiembre de 2014  |
| Scream & Shout                                             | will.i.am ft. Britney Spears                                   | 2012: Dúo      | 2 de septiembre de 2014  |
| Somebody That I Used to Know                               | Gotye ft. Kimbra                                               | 2011: Dúo      | 9 de diciembre de 2014   |
| Little Me                                                  | Little Mix                                                     | 2013: Solo     | 23 de diciembre de 2014  |
| Summer                                                     | Calvin Harris                                                  | 2014: Solo     | 2 de septiembre de 2014  |
| Summertime Sadness (Cedric Gervais Remix)                  | Lana Del Rey                                                   | 2013: Solo     | 2 de septiembre de 2014  |
| Super Freak                                                | Rick James                                                     | 1981: Solo     | 13 de abril de 2015      |
| Take On Me                                                 | a-ha                                                           | 1985: Solo     | 2 de septiembre de 2014  |
| The Way                                                    | Ariana Grande ft. Mac Miller                                   | 2013: Dúo      | 16 de septiembre de 2014 |
| Turn Down For What                                         | DJ Snake & Lil Jon                                             | 2013: Dúo      | 2 de septiembre de 2014  |
| Turn Me On                                                 | David Guetta ft. Nicki Minaj                                   | 2011: Dúo      | 9 de diciembre de 2014   |
| Uptown Funk                                                | Mark Ronson ft. Bruno Mars                                     | 2014: Dúo      | 28 de abril de 2015      |
| Whine Up                                                   | Kat DeLuna ft. Elephant Man                                    | 2015: Dúo      | 18 de mayo de 2015       |

### Contenido Antiguo Descargable
Los contenidos descargables de juegos anteriores Dance Central se volvieron a lanzar progresivamente en paquetes de canciones antiguas previamente adquiridas en Xbox 360 ( DLC ) se puede descargar de nuevo en el Spotlight de forma gratuita. 
| Canción                                         | Artista                                            | Año            | Originalmente Lanzado para | Fecha de Lanzamiento para Spotlight |
| ----------------------------------------------- | -------------------------------------------------- | -------------- | -------------------------- | ----------------------------------- |
| Airplanes                                       | B.o.B. ft. Hayley Williams                         | 2010: Dúo      | Dance Central 3            | 2 de septiembre de 2014             |
| Alejandro                                       | Lady Gaga                                          | 2010: Solo     | Dance Central 3            | 2 de septiembre de 2014             |
| All Around The World                            | Justin Bieber ft. Ludacris                         | 2012: Dúo      | Dance Central 3            | 7 de octubre de 2014                |
| Beauty and Beat                                 | Justin Bieber ft. Nicki Minaj                      | 2012: Dúo      | Dance Central 3            | 7 de octubre de 2014                |
| Because Of You                                  | Ne-Yo                                              | 2007: Solo     | Dance Central              | 2 de septiembre de 2014             |
| Call Me Maybe                                   | Carly Rae Jepsen                                   | 2011: Solo     | Dance Central 3            | 6 de enero de 2015                  |
| Closer                                          | Ne-Yo                                              | 2008: Solo     | Dance Central 2            | 2 de septiembre de 2014             |
| Commander                                       | Kelly Rowland ft. David Guetta                     | 2010: Dúo      | Dance Central 2            | 2 de septiembre de 2014             |
| Control                                         | Janet Jackson                                      | 1986: Solo     | Dance Central              | 30 de septiembre de 2014            |
| D.A.N.C.E.                                      | Justice                                            | 2007: Solo     | Dance Central              | 2 de septiembre de 2014             |
| Disturbia                                       | Rihanna                                            | 2008: Solo     | Dance Central              | 4 de noviembre de 2014              |
| Don't Cha                                       | Busta Rhymes                                       | 2005: Solo     | Dance Central              | 16 de septiembre de 2014            |
| Don't Touch Me (Throw Da Water On 'Em)          | Busta Rhymes                                       | 2008: Solo     | Dance Central 2            | 2 de septiembre de 2014             |
| Down On Me                                      | Jeremih ft. 50 Cent                                | 2010: Solo     | Dance Central 2            | 17 de febrero de 2015               |
| Escapade                                        | Janet Jackson                                      | 1990: Solo     | Dance Central 2            | 30 de septiembre de 2014            |
| Euphoria                                        | Usher                                              | 2012: Solo     | Dance Central 3            | 16 de diciembre de 2014             |
| Fergalicious                                    | Fergie ft. will.i.am                               | 2006: Dúo      | Dance Central              | 23 de septiembre de 2014            |
| Forget You                                      | Cee Lo Green                                       | 2010: Solo     | Dance Central 2            | 6 de enero de 2015                  |
| Gangnam Style                                   | PSY                                                | 2012: Solo     | Dance Central 3            | 2 de diciembre de 2014              |
| Get Busy                                        | Sean Paul                                          | 2003: Solo     | Dance Central              | 2 de septiembre de 2014             |
| Get It Shawty                                   | Lloyd                                              | 2007: Solo     | Dance Central              | 2 de septiembre de 2014             |
| Get Up (I Feel Like Being a) Sex Machine, Pt. 1 | James Brown                                        | 1970: Solo     | Dance Central              | 2 de septiembre de 2014             |
| Girls & Boys                                    | Blur                                               | 1994: Solo     | Dance Central              | 2 de septiembre de 2014             |
| Give Me Everything                              | Pitbull ft. Ne-Yo, Afrojack & Nayer                | 2011: Cuarteto | Dance Central 2            | 28 de octubre de 2014               |
| Glad You Came                                   | The Wanted                                         | 2011: Solo     | Dance Central 3            | 6 de enero de 2015                  |
| Heard 'Em All                                   | Amerie                                             | 2009: Solo     | Dance Central              | 2 de septiembre de 2014             |
| Hey Baby (Drop It to the Floor)                 | Pitbull ft. T-Pain                                 | 2010: Dúo      | Dance Central 2            | 28 de octubre de 2014               |
| Hollaback Girl                                  | Gwen Stefani                                       | 2005: Solo     | Dance Central              | 23 de septiembre de 2014            |
| Hot In Herre                                    | Nelly                                              | 2002: Solo     | Dance Central 2            | 13 de enero de 2015                 |
| I Got You Dancing                               | Lady Sovereign                                     | 2008: Solo     | Dance Central              | 2 de septiembre de 2014             |
| I Gotta Feeling                                 | The Black Eyed Peas                                | 2009: Solo     | Dance Central              | 30 de diciembre de 2014             |
| International Love                              | Pitbull ft. Chris Brown                            | 2011: Dúo      | Dance Central 3            | 28 de octubre de 2014               |
| La La Land                                      | Demi Lovato                                        | 2009: Solo     | Dance Central 2            | 2 de septiembre de 2014             |
| Lapdance                                        | N.E.R.D ft. Lee Harvey and Vita                    | 2001: Trío     | Dance Central              | 2 de septiembre de 2014             |
| Le Freak                                        | Chic                                               | 1978: Solo     | Dance Central              | 16 de septiembre de 2014            |
| Let It Roll                                     | Flo Rida                                           | 2012: Solo     | Dance Central 3            | 21 de octubre de 2014               |
| Lights                                          | Ellie Goulding                                     | 2011: Solo     | Dance Central 3            | 14 de octubre de 2014               |
| London Bridge                                   | Fergie                                             | 2006: Solo     | Dance Central 3            | 23 de septiembre de 2014            |
| Low                                             | Flo Rida                                           | 2007: Solo     | Dance Central 2            | 21 de octubre de 2014               |
| Marry the Night                                 | Lady Gaga                                          | 2011: Solo     | Dance Central 2            | 2 de septiembre de 2014             |
| Nasty                                           | Janet Jackson                                      | 1986: Solo     | Dance Central 2            | 30 de septiembre de 2014            |
| Never Say Never                                 | Justin Bieber ft. Jaden Smith                      | 2010: Dúo      | Dance Central 2            | 7 de octubre de 2014                |
| Only Girl (In the World)                        | Rihanna                                            | 2010: Solo     | Dance Central 2            | 4 de noviembre de 2014              |
| Paparazzi                                       | Lady Gaga                                          | 2009: Solo     | Dance Central 3            | 2 de septiembre de 2014             |
| Party Rock Anthem                               | LMFAO ft. Lauren Bennett & GoonRock                | 2011: Trío     | Dance Central 2            | 30 de septiembre de 2014            |
| Planet Rock (Original 12" Version)              | Afrika Bambaataa & The Soul Sonic Force            | 1982: Dúo      | Dance Central              | 16 de septiembre de 2014            |
| Promiscuous                                     | Nelly Furtado ft. Timbaland                        | 2006: Dúo      | Dance Central 2            | 20 de enero de 2015                 |
| Round & Round                                   | Selena Gomez & The Scene                           | 2010: Solo     | Dance Central 2            | 2 de septiembre de 2014             |
| SOS                                             | Rihanna                                            | 2006: Solo     | Dance Central 3            | 4 de noviembre de 2014              |
| S&M                                             | Rihanna                                            | 2011: Solo     | Dance Central 2            | 4 de noviembre de 2014              |
| Say Ahh                                         | Trey Songz                                         | 2010: Solo     | Dance Central              | 16 de septiembre de 2014            |
| Say Hey (I Love You)                            | Michael Franti & Spearhead                         | 2009: Solo     | Dance Central 2            | 2 de septiembre de 2014             |
| Scenario                                        | A Tribe Called Quest                               | 1992: Solo     | Dance Central 2            | 10 de febrero de 2015               |
| Sorry for Party Rocking                         | LMFAO                                              | 2012: Solo     | Dance Central 3            | 30 de septiembre de 2014            |
| Spice Up Your Life (Stent Radio Mix)            | Spice Girls                                        | 1997: Solo     | Dance Central 2            | 7 de mayo de 2015                   |
| Take Care                                       | Rihanna ft. Drake                                  | 2012: Dúo      | Dance Central 3            | 6 de enero de 2015                  |
| Temperature                                     | Sean Paul                                          | 2006: Solo     | Dance Central 2            | 2 de septiembre de 2014             |
| The Edge Of Glory                               | Lady Gaga                                          | 2011: Solo     | Dance Central 2            | 2 de septiembre de 2014             |
| The Way I Are                                   | Timbaland ft. Keri Hilson ft. D.O.E. and Sebastian | 2007: Cuarteto | Dance Central 2            | 27 de enero de 2015                 |
| Turnin Me On                                    | Keri Hilson                                        | 2008: Solo     | Dance Central              | 2 de septiembre de 2014             |
| Twisted                                         | Usher ft. Pharrell Williams                        | 2012: Dúo      | Dance Central 3            | 16 de diciembre de 2014             |
| Umbrella                                        | Rihanna ft. Jay-Z                                  | 2007: Dúo      | Dance Central 3            | 4 de noviembre de 2014              |
| We No Speak Americano                           | Yolanda Be Cool & DCUP                             | 2010: Solo     | Dance Central 2            | 3 de febrero de 2015                |
| We Run This                                     | Missy Elliot                                       | 2006: Solo     | Dance Central              | 23 de septiembre de 2014            |
| Weapon of Choice                                | Fatboy Slim                                        | 2001: Solo     | Dance Central              | 2 de septiembre de 2014             |
| Wings                                           | Little Mix                                         | 2012: Solo     | Dance Central 3            | 23 de diciembre de 2014             |
| What's My Name?                                 | Rihanna ft. Drake                                  | 2010: Dúo      | Dance Central 2            | 4 de noviembre de 2014              |
| Whip It                                         | Nicki Minaj                                        | 2012: Solo     | Dance Central 3            | 2 de septiembre de 2014             |
| Yeah 3x                                         | Chris Brown                                        | 2010: Solo     | Dance Central 2            | 2 de diciembre de 2014              |